# Jan-Erik Sääf
Jan-Erik Sääf, född 22 juni 1962 i Halmstad, är en svensk kompositör, textförfattare och musiker.

## Biografi
Jan-Erik Sääf är utbildad vid Musikhögskolan i Malmö (1983-1989) bland annat med studier i komposition för Rolf Martinsson och Hans Söderberg. Hans kompositioner omfattar många olika genrer men med fokus på musikteater, musikal och opera. Bland ett dussintal helaftonsmusikalier kan nämnas till exempel Svarta änkan (Riksteatern), Speciells evangelium (Moomsteatern) och Kontaktannonsen. 1992 hade operan Balder, inspirerad av nordisk mytologi, premiär med Opera Semplice i Malmö. Hans verk har gjorts i ett stort antal uppsättningar runt om i Norden och Off-Broadway i New York. På senare år har han samarbetat och skrivit flera verk för Jonas Nerbe och Stockholms Musikteater, till exempel Jag, William, där den engelska versionen William vann skådespelarpriset vid New York International Fringe Festival 2013, och Freuds cigarr, i samverkan med Göteborgsoperan. 
Sääf har även skrivit mycket musik för teaterproduktioner och skrivit speciella verk för/med skolelever. 1994 skrev han musik till uppsättningen Meningen med livet för den speciella Moomsteatern i Malmö. Det blev med åren många samarbeten med dem och sedan 2009 är han fast anställd vid teatern, där han förutom rollen som huskompositör för alla produktioner även medverkar som musiker. Han är bosatt i Malmö.

## Verk (urval)

### Musikaler
- Anima
- Kontaktannonsen
- Connect/Disconnect
- Farväl Peter Pan
- Freuds cigarr
- Gycklare och hycklare
- Jag, William
- Lysistrate
- Mycket väsen för ingenting
- Peter Nova
- Speciells evangelium
- Svarta änkan
- Blomsmör och statuter
- Hjärtan mellan stängsel
- Tusen och en natt
- Jag blir väl aldrig bjuden dit igen
- Doria

### Opera och oratorium
- Balder (opera)
- Prometheus (sceniskt oratorium)

### Teatermusik
- Mannen utan riktning
- Compagnie of Strangers
- Meningen med livet
- Lilla människan
- Jag, Niclas
- Jag vill få vara mamma
- Pajazzo
- Doris mitt i planeten